# Amenemopet (princesa)
| i | mn · n | Aa15 · O45 |

| i | mn · n | Aa15 · O45 |

Amenemopet fue una princesa del Antiguo Egipto durante la dinastía XVIII, probablemente hija de Tutmosis IV.
Se la muestra sentada sobre las rodillas de su tutor Horemheb, en su tumba tebana (TT78). Horemheb (no el faraón del mismo nombre) sirvió bajo los reinados de Amenofis II, Tutmosis IV y Amenofis III, por lo que la princesa podría haber sido la hija de cualquiera de estos faraones, pero Tutmosis es el más probable.
Murió durante el reinado de Amenofis III. Más tarde, su momia fue enterrada nuevamente en el escondrijo de Sheikh Abd el-Qurna junto con la de varias otras princesas: sus probables hermanas Tiaa y Petepihu; su sobrina Nebetia y las princesas Tatau, Henutiunu, Merytptah, Sithori y Wiay. La tumba fue descubierta en 1857.